# Mike Quill
Pour les articles homonymes, voir Quill.
Michael Joseph « Mike » Quill, né le 18 septembre 1905 à Kilgarvan (en) et mort le 28 janvier 1966 à New York, est un syndicaliste américain.
Il est l'un des fondateurs de la Transport Workers Union (TWU), un syndicat fondé par les travailleurs du métro de New York qui a évolué pour représenter les travailleurs dans le secteur des transports. Il est aussi le président de la TWU pour la majeure partie des trente premières années de l'existence du syndicat.
Un temps proche du Parti communiste des États-Unis d'Amérique, il a notamment mené la grève des transports en commun de New York en 1966.